# Жером Лубри
Жером Лубри (на френски: Jérôme Loubry) е френски писател на произведения в жанра психологически трилър и криминален роман.

## Биография и творчество
Жером Лубри е роден през 1976 г. в Сент Аман Монтрон, департамент Шер, Франция. Покрай приятелка на майка си, която работи в местната печатница, чете много книги. Завършва гимназия „Жак-Кьор“ в Бурж с диплома по хотелиерство. След отбиване на военната си служба заминава да работи в Лондон в ресторантьорския бизнес, а след това в Швейцария в гурме ресторанти. Докато пътува, пише разкази. През 2005 г. се установява във Валансол, Прованс, където ръководи ресторант През 2016 г. се посвещава на писателската си кариера.
Първият му роман „Les chiens de Détroit“ (Кучетата от Детройт) е издаден през 2017 г. Романът получава наградите „Silver Free Feather“ (Перо без сребро) и „La Ruche des Mots“ (Кошерът на думите).
Следващият му роман, трилърът „Le douzième chapitre“ (Дванадесетата глава), е издаден през 2018 г. Малката Джули изчезва през лятото на 1986 г., а Дейвид и Самюел крият тайната на изчезването ѝ. Тридесет години по-късно, Дейвид е известен автор, а Самюел – издател, и двамата получават глави от ръкописи разказващи историята на случилото се, а истината ще се разкрие в последната 12-та глава. Той печели наградите „Blood for Blood“, „Mauves-en-noir“, „Moustiers-Sainte-Marie à la Page“, и др.
Романът му „Тайните убежища“ е издаден през 2019 г. Младата Сандрин отива да малък остров, някога детски летен лагер. Тя трябва да изпразни дома на баба си, живяла сама там, в затворено общество с други възрастни хора. Няколко дни по-късно Сандрин е открита лутаща се на континента, цялата окървавена, но с чужда кръв. Романът получава престижната награда „Cognac“ за най-добър френскоезичен роман, както и наградите за книга на годината (Дюнкерк), голямата награда за черен роман (Брюксел) и наградата на книжарите.
Следват романите му „Слънце и кръв“, „В инвалидна количка за двама“ и „Сестрите на Монморт“.
Жером Лубри живее във Валансол.

## Произведения

### Самостоятелни романи
- Les chiens de Détroit (2017)
- Le douzième chapitre (2018)
- Les refuges (2019)
Тайните убежища, изд.: ИК „Ентусиаст“, София (2021), прев. Росица Ташева
- De soleil et de sang (2020)
- En fauteuil à deux (2021)
- Les soeurs de Montmorts (2021)